# 莱斯利·兰波特
莱斯利·兰波特（英語：Leslie Lamport，1941年2月7日—），美国计算机科学家。也是排版系統LaTeX的開發者。Lamport在计算机科学领域，特别是分布式系统，领域有着深远的影响，也奠定的此领域的基础。他最著名的贡献是在分布式系统中的逻辑时钟和事件排序，Bakery算法和互斥解决方案，并发程序的规范和验证，不可靠网络中的Paxos协议，以及复制状态机（Replicated State Machines）的概念。他的成果为他赢得了许多奖项和荣誉，包括2013年的图灵奖、Dijkstra奖、IEEE约翰·冯·诺依曼奖和the Jean-Claude Laprie Award in Dependable Computing。他还于2011年当选为美国国家科学院院士。

## 经历

### 童年时期
兰波特1941年出生于纽约。他从小在布朗克斯区（The Bronx）的一个中产阶级家庭长大，是欧洲移民的儿子。他的父亲最初计划成为一名医生，但在经济大萧条时期却在一家干洗公司工作，而他的母亲则从一名裁缝变成了家庭主妇。

### 教育
兰波特就读于布朗克斯科学高中。在这期间，他第一次开始使用真空管来构建数字电路。随后，他于1960年获得麻省理工学院(MIT)数学学士学位。兰波特继续在布兰戴斯大学学习，1963年获得数学硕士学位。之后，兰波特到佛蒙特州一所小型文科学校——万宝路学院教授数学。1972年获得数学博士学位。他的博士论文主要研究解析偏微分方程的奇异性。他之后继续研究ILLIAC。兰波特最终得出证明，分布系统中的相对次序与观察者有关。

### 工作
兰波特的职业生涯始于1970年在马萨诸塞州计算机协会(Massachusetts Computer Associates)担任计算机科学家，直到1977年。他于1977年至1985年加入国际斯坦福研究所（SRI International），随后于1985年至2001年加入Digital Equipment Corporation和Compaq。2001年，兰波特加入微软研究院。

### 事业和成就
兰波特最著名的是他在分布式系统方面的开创性工作，以及文档准备系统LaTeX的最初开发者。他获得了2013年图灵奖，因为他在分布式计算系统的看似混乱的行为上实现了清晰、定义明确的一致性。在分布式计算系统中，几台自主计算机通过传递消息相互通信。他的贡献提高了计算机系统的正确性、性能和可靠性。
在他的职业生涯中，兰波特在分布式和并发系统的理论和实践方面做出了许多开创性的贡献。他设计了重要的算法，并开发了提高分布式系统的质量的形式化的建模和验证协议。他最著名的论文包括“Time, Clocks, and the Ordering of Events in a Distributed System"以及"How to Make a Multiprocessor Computer That Correctly Executes Multiprocess Programs"。兰波特的工作获得了许多奖项和荣誉，包括Dijkstra、IEEE Emanuel R. Piore、IEEE John von Neumann和Jean-Claude Laprie Award。他于2011年当选为美国国家科学院院士。

## 分布式系统
兰波特在分布式系统领域有着重大的成就。他的成就奠定了分布式系统理论的基础，并提高了计算机系统的正确性、性能和可靠性。

### 逻辑时钟和事件排序
兰波特的论文“Time, Clocks, and the Ordering of Events in a Distributed System"是他被引用最多的作品之一。它介绍了逻辑时钟的概念，逻辑时钟用于对分布式系统中的事件（events）进行排序，这篇论文对分布式系统领域产生了深远的影响，并获得了多个奖项，包括"the 2000 Principles of Distributed Computing Conference Influential Paper Award"和"the ACM SIGOPS Hall of Fame Award in 2007"。

### Bakery算法和互斥解决方案
兰波特开发了分布式系统上来解决互斥（Mutual Exclusion）的Bakery算法，该算法允许多个进程共享单个资源而不发生冲突，确保每个进程依次获得对资源的独占访问权。

### 并发程序的规范和验证
兰波特对并发程序的规范和验证理论（specification and verification of concurrent programs）做出了重大贡献。他是第一个阐明异步分布式算法的安全属性和活性属性概念（safety and liveness properties）的人。

### Paxos 协议
兰波特还以他在Paxos协议（Paxos Protocol）方面的成就而闻名，Paxos协议可用于在不可靠或易出错的处理器网络中解决一致性（这个问题也被称为拜占庭将军问题）。